# بودنمایس
بودنمایس (به آلمانی: Bodenmais) یک شهر در آلمان است که در رگن واقع شده‌است.

## خصوصیات
بودنمایس ۴۵٫۲۸ کیلومترمربع مساحت دارد ۶۸۹ متر بالاتر از سطح دریا واقع شده‌است.